# Chromis
Chromis là một chi cá biển thuộc phân họ Chrominae của họ Cá thia. Đây cũng là chi có số lượng thành viên đông nhất trong họ này. Các loài trong chi Chromis được phân bố trải rộng trên khắp các vùng biển thuộc Ấn Độ Dương, Thái Bình Dương và Đại Tây Dương.

## Từ nguyên
Từ định danh chromis có lẽ bắt nguồn từ chroemo ("ngựa hí") có từ thời của Aristoteles, một từ dùng để chỉ cá lù đù vì chúng có khả năng tạo ra âm thanh rất lớn. Từ này sau đó còn dùng để chỉ các loài cá thia, cá đạm bì và cá bàng chài (tất cả những loài thuộc bộ Cá vược đều được cho là quan hệ họ hàng với nhau vào thời điểm đó).

## Phân loại học
Trước đây, chi Chromis bao gồm hơn 100 loài, nhưng theo kết quả phân tích phát sinh loài vào năm 2021 thì đã có nhiều loài chuyển sang hai chi Pycnochromis và Azurina.

## Các loài
Tính đến thời điểm hiện tại, có 80 loài được công nhận là hợp lệ trong chi này, bao gồm:
- Chromis abyssicola Allen & Randall, 1985
- Chromis abyssus Pyle, Earle & Greene, 2008[3]
- Chromis albicauda Allen & Erdmann, 2009[4]
- Chromis albomaculata Kamohara, 1960
- Chromis alpha Randall, 1988
- Chromis alta Greenfield & Woods, 1980
- Chromis anadema Motomura, Nishiyama & Chiba, 2017[5]
- Chromis analis (Cuvier, 1830)
- Chromis athena Allen & Erdmann, 2008[6]
- Chromis atripectoralis Welander & Schultz, 1951
- Chromis axillaris (Bennett, 1831)
- Chromis bami Randall & McCosker, 1992
- Chromis bermudae Nichols, 1920[7]
- Chromis bowesi Arango, Pinheiro, Rocha, Greene, Pyle, Copus, Shepherd & Rocha, 2019[8]
- Chromis cadenati Whitley, 1951
- Chromis chromis (Linnaeus, 1758)
- Chromis chrysura (Bliss, 1883)
- Chromis cinerascens (Cuvier, 1830)
- Chromis circumaurea Pyle, Earle & Greene, 2008[3]
- Chromis crusma (Valenciennes, 1833)
- Chromis dasygenys (Fowler, 1935)
- Chromis degruyi Pyle, Earle & Greene, 2008[3]
- Chromis dispila (Griffin, 1923)
- Chromis durvillei Quero, Spitz & Vayne, 2010[9]
- Chromis earina Pyle, Earle & Greene, 2008[3]
- Chromis enchrysurus Jordan & Gilbert, 1882
- Chromis flavapicis Randall, 2001
- Chromis flavaxilla Randall, 1994
- Chromis flavicauda (Günther, 1880)
- Chromis fumea (Tanaka, 1917)[10]
- Chromis gunting Arango, Pinheiro, Rocha, Greene, Pyle, Copus, Shepherd & Rocha, 2019[8]
- Chromis hangganan Arango, Pinheiro, Rocha, Greene, Pyle, Copus, Shepherd & Rocha, 2019[8]
- Chromis hypsilepis (Günther, 1867)
- Chromis insolata (Cuvier, 1830)
- Chromis jubauna Moura, 1995
- Chromis katoi Iwatsubo & Motomura, 2018[11]
- Chromis kennensis Whitley, 1964[12]
- Chromis klunzingeri Whitley, 1929
- Chromis limbata (Valenciennes, 1830)
- Chromis limbaughi Greenfield & Woods, 1980
- Chromis lubbocki Edwards, 1986
- Chromis mamatapara Shepherd, Pinheiro, Phelps, Easton, Pérez-Matus & Rocha, 2020[13]
- Chromis mirationis Tanaka, 1917
- Chromis monochroma Allen & Randall, 2004
- Chromis nigroanalis Randall, 1988
- Chromis nitida (Whitley, 1928)
- Chromis norfolkensis Allen & Allen, 2021[10]
- Chromis notata (Temminck & Schlegel, 1843)
- Chromis okamurai Yamakawa & Randall, 1989
- Chromis onumai Senou & Kudo, 2007[14]
- Chromis opercularis (Günther, 1867)
- Chromis ovalis (Steindachner, 1900)
- Chromis pamae Randall & McCosker, 1992
- Chromis pelloura Randall & Allen, 1982
- Chromis pembae Smith, 1960
- Chromis planesi Lecchini & Williams, 2004
- Chromis punctipinnis (Cooper, 1863)
- Chromis pura Allen & Randall, 2004
- Chromis randalli Greenfield & Hensley, 1970
- Chromis sahulensis Allen & Allen, 2021[10]
- Chromis sanctaehelenae Edwards, 1987
- Chromis scotochiloptera Fowler, 1918
- Chromis scotti Emery, 1968
- Chromis struhsakeri Randall & Swerdloff, 1973
- Chromis ternatensis (Bleeker, 1856)
- Chromis tingting Tea, Gill & Senou, 2019[15]
- Chromis torquata Allen, 2018[16]
- Chromis trialpha Allen & Randall, 1980
- Chromis unipa Allen & Erdmann, 2009[4]
- Chromis vanbebberae McFarland, Baldwin, Robertson, Rocha & Tornabene, 2020[17]
- Chromis verater Jordan & Metz, 1912
- Chromis viridis (Cuvier, 1830)
- Chromis weberi Fowler & Bean, 1928
- Chromis westaustralis Allen, 1976
- Chromis woodsi Bruner & Arnam, 1979[18]
- Chromis xanthochira (Bleeker, 1851)
- Chromis xanthopterygia Randall & McCarthy, 1988
- Chromis xanthura (Bleeker, 1854)
- Chromis xouthos Allen & Erdmann, 2005[19]
- Chromis yamakawai Iwatsubo & Motomura, 2013[12]